# Le Fil blanc de la cascade
Pour plus de détails, voir Fiche technique et Distribution.
Le Fil blanc de la cascade (滝の白糸, Taki no shiraito) est un film muet japonais de Kenji Mizoguchi et Takumei Seiryo sorti en 1933 et adapté d'un roman de Kyōka Izumi.

## Synopsis
En 1890, Taki no Shiraito travaille dans une troupe de forains, elle est célèbre pour sa beauté et sa grande dextérité dans son spectacle de jets d'eau. Alors que la troupe participe au festival annuel de Kanazawa près de la rivière Asano, elle tombe amoureuse de Kinya Murakoshi, un jeune conducteur d'attelage qui a perdu son emploi par sa faute. À la mort de ses parents, cet ancien étudiant en droit a dû se mettre à travailler pour gagner sa vie. Taki no Shiraito, de son vrai nom Tomo Mizushima, promet de l'aider et lui offre de l'argent pour qu'il puisse reprendre ses études. Le couple se sépare et Kinya prend le train pour Tokyo.
Deux années passent pendant lesquelles Tomo envoie de l'argent à Kinya qui étudie avec acharnement. Mais l'hiver arrivant, les spectateurs se font plus rares et les forains connaissent des difficultés. Tomo se trouve confrontée à plusieurs situations où elle doit se résoudre à aider financièrement des membres de la troupe, Ogin la femme de Minami, puis Shinzo et Nadeshiko, le jeune couple qui doit fuir l'usurier Gozo Iwabuchi et enfin Minami, le lanceur de couteaux. Elle ne peut plus rien envoyer à Kinya qui envisage de reprendre un travail.
En désespoir de cause, elle se rend chez Gozo Iwabuchi, mais l'usurier l'abuse avant de lui confier 300 yens. En rentrant par le parc Kenroku, Tomo est détroussée de ses 300 yens si chèrement payés par un groupe de brigands. Quand elle découvre que le couteau qu'un des voleurs a laissé tomber est identique à ceux qu'utilise Minami dans son spectacle, elle comprend que les deux hommes l'ont flouée. En colère, elle retourne chez l'usurier et dans l'empoignade qui s'ensuit, elle tue accidentellement Gozo Iwabuchi avec le couteau de Minami.
Prise de panique, Tomo s'enfuit à Tokyo pour retrouver Kinya mais arrivée dans sa chambre, celui-ci est absent. Elle confie pour lui de l'argent volé chez l'usurier à sa logeuse et est arrêtée avant d'avoir pu revoir son amoureux. À Kanazawa, le procureur interroge sans succès les deux suspects du meurtre, Minima a qui appartient l'arme du crime et Tomo sur les vêtements de laquelle du sang a été retrouvé et qui a pris la fuite. L'enquête traine en longueur et dans la population, l'affaire qui implique Taki no Shiraito, la célèbre magicienne de l'eau fait grand bruit. Et bientôt, la nouvelle arrive qu'un nouveau et brillant procureur arrive de Tokyo pour reprendre en main l'instruction.
Le nouveau procureur n'est autre Kinya. Tomo qui n'a pas revu Kinya depuis trois ans est heureuse de voir qu'il a brillamment réussi et que ses efforts n'ont pas été vains. Kinya, désespéré, comprend qu'il doit juger sa bienfaitrice et que sa propre réussite est due à l'argent volé à la victime du meurtre. Il ne sait que faire et Tomo l'implore de la laisser se sacrifier et de ne rien révéler de leurs liens.
Pendant le procès, Tomo, interrogée par Kinya, avoue le meurtre de Gozo Iwabuchi puis se suicide en se mordant la langue. Quelque temps plus tard, Kinya se tire une balle dans la tête sur les bords de la rivière Asano, là où les amants s'étaient jurés de s'entraider.

## Fiche technique

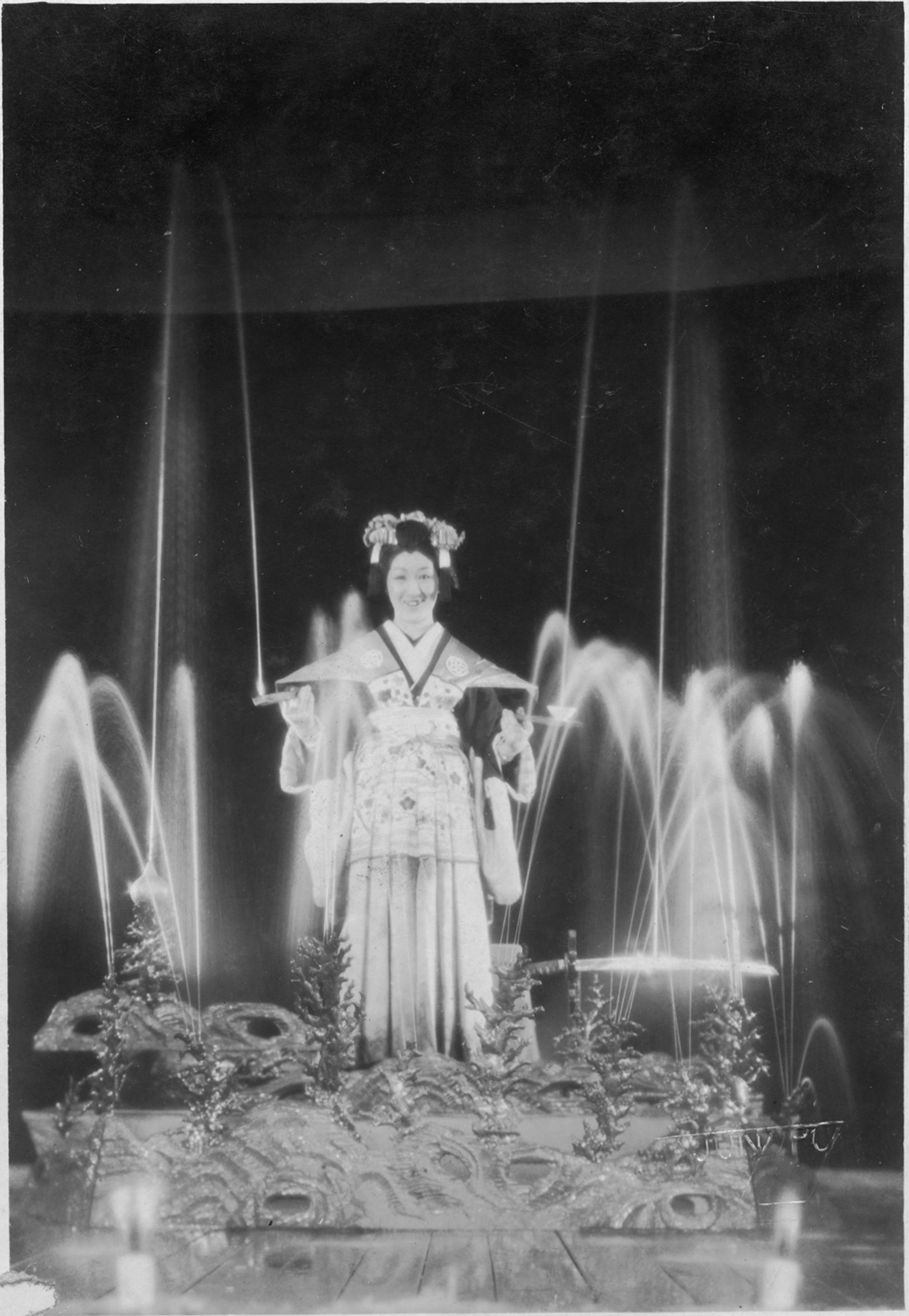
Takako Irie dans Le Fil blanc de la cascade (1933).

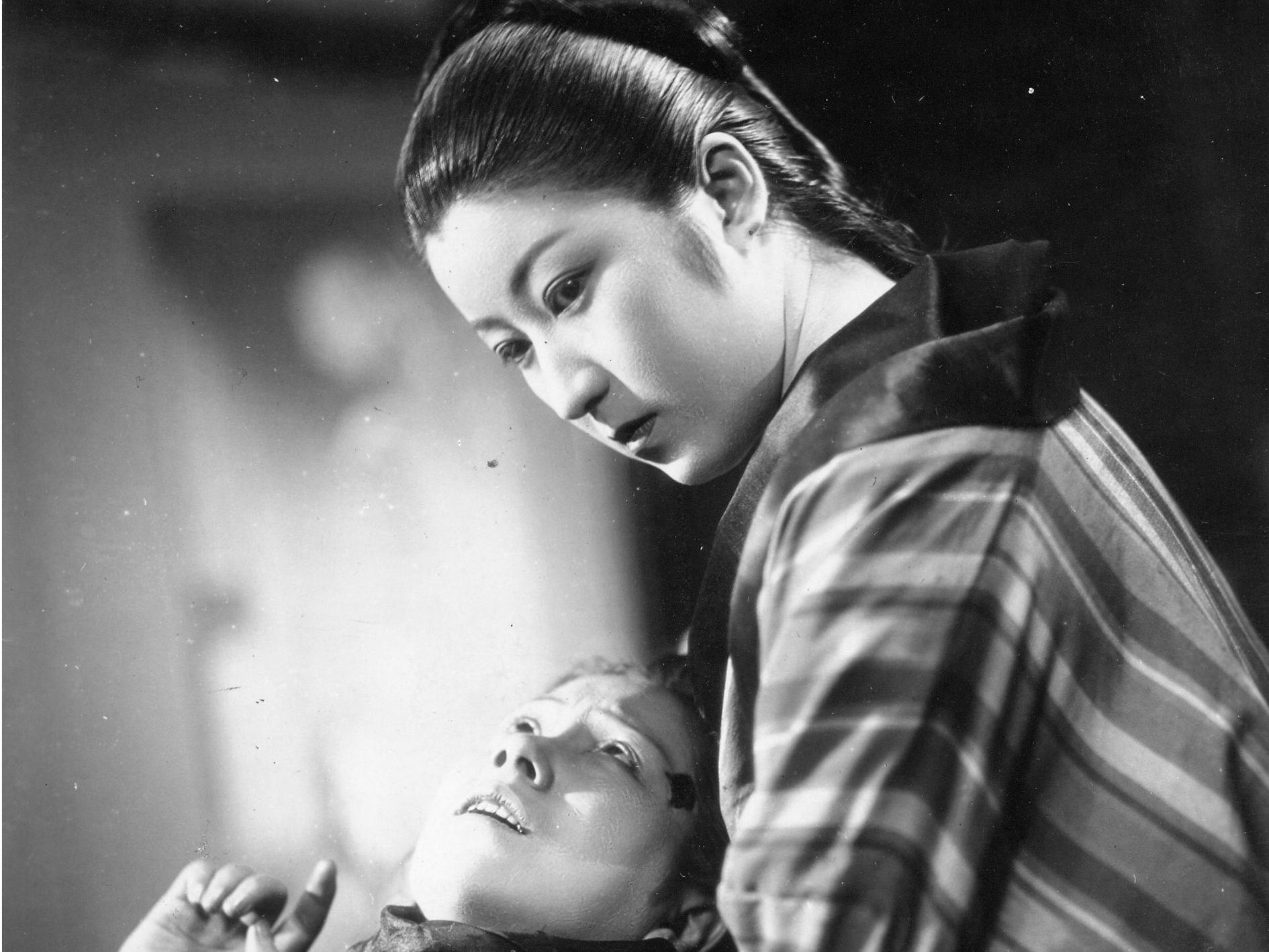
Takako Irie et Kumeko Urabe dans Le Fil blanc de la cascade (1933).

- Titre français : Le Fil blanc de la cascade[1]
- Titre original : 滝の白糸 (Taki no shiraito?)
- Titre anglais : The Water Magician
- Réalisation : Kenji Mizoguchi et Takumei Seiryo
- Scénario : Yasunaga Higashibojo, Shinji Masuda, Nariharu Sugano et Kennosuke Tateoka d'après le roman Gogetsu koketsu de Kyōka Izumi[2]
- Photographie : Shigeru Miki (ja)
- Montage : Tazuko Sakane
- Producteurs : Takako Irie, Yoshizo Mogi et Takejiro Tsunoda
- Sociétés de production : Irie Production et Shinkō Kinema (Studios d'Uzumasa)
- Pays d'origine :  Empire du Japon
- Format : noir et blanc - 1,37:1 - Film muet
- Genre : drame
- Durée : 119 minutes (métrage : 14 bobines - 3 255 m[3])
- Date de sortie :
  - Empire du Japon : 1er juin 1933[3]

## Distribution
- Takako Irie : Taki no Shiraito / Tomo Mizushima
- Tokihiko Okada : Kinya Murakoshi
- Ichirō Sugai : Gozo Iwabuchi, l'usurier
- Hirotoshi Murata : Minami
- Bontarō Miake (ja) : Shinzō
- Suzuko Taki : Nadeshiko
- Kumeko Urabe : Ogin
- Kōji Ōizumi : Gonji
- Joe Ohara : Tanjirō
- Nobuo Kosaka : Takamura, le détective
- Etsuzō Oki : le vieux procureur

## Autour du film
Kenji Mizoguchi réalise quatre films pour la société de production Irie Production appartenant à l'actrice Takako Irie. Le premier est L'Aube de la fondation d'un état : La Mandchourie-Mongolie en 1932, un film de propagande. Puis suivent Le Fil blanc de la cascade et La Fête à Gion en 1933 et enfin Vents sacrés en 1934. Mais Kenji Mizoguchi se dispute avec son actrice et productrice Takako Irie et il retourne à la Nikkatsu pour son film suivant Le Col de l'amour et de la haine en 1934.
Le Fil blanc de la cascade est le 60e film de Kenji Mizoguchi et son second film muet complet à être conservé après La Chanson du pays natal (1925).